# قائمة القناصل العامين لتركيا لدى فلسطين

تركيا

فلسطين

تضم هذه المقالة قائمة القناصل العامين لتركيا لدى فلسطين مُرتبة وفق سجل زمني، حيث تذكر الأفراد الذين عملوا كممثلين دبلوماسيين لجمهورية تركيا لدى دولة فلسطين وبداية ونهاية فترة عمل كل منهم. وتشير بعض المصادر إلى القنصل العام وكأنه سفير.

## قائمة القناصل العامين
| القنصل العام          | بداية المدة                  | نهاية المدة                   | المرجع. |
| --------------------- | ---------------------------- | ----------------------------- | ------- |
| حسن بصري لوستار       | 24 يونيو 1925                | 17 مارس 1927                  | [ 2 ]   |
| محمد رفيق دورماز      | 17 مارس 1927                 | 30 يونيو 1928                 | [ 2 ]   |
| عاطف كور              | 20 يوليو 1928                | 22 نوفمبر 1930                | [ 2 ]   |
| حسن صبري كزرق         | 12 أبريل 1931                | 31 أغسطس 1931                 | [ 2 ]   |
| رسمي بك               | 9 سبتمبر 1931                | 30 مايو 1932                  | [ 2 ]   |
| طلعت كايالب بك        | 6 يوليو 1932                 | 4 ديسمبر 1934                 | [ 2 ]   |
| أحمد عمر              | 7 ديسمبر 1934                | 24 يوليو 1938                 | [ 2 ]   |
| جمال توفيق كاراسابان  | 25 يوليو 1938                | 16 أبريل 1942                 | [ 2 ]   |
| حلمي كامل بيور        | 9 مايو 1942                  | 10 أغسطس 1943                 | [ 2 ]   |
| فؤاد أكتان            | 25 سبتمبر 1943               | 13 يوليو 1945                 | [ 2 ]   |
| أحمد روستو ديميريل    | 12 أكتوبر 1945               | 31 يوليو 1949                 | [ 2 ]   |
| برهان إيسان           | 25 نوفمبر 1949               | 18 شباط / فبراير 1951         | [ 2 ]   |
| فؤاد بيرامو أوغلو     | 19 شباط / فبراير 1951        | 9 أيلول / سبتمبر 1953         | [ 2 ]   |
| حقي كنتلي             | 29 نوفمبر 1953               | 13 تموز / يوليه 1959          | [ 2 ]   |
| سعد الله إيجي         | 21 شباط / فبراير 1961        | 25 آذار / مارس 1961           | [ 2 ]   |
| كمال يوردادوجان       | 25 آذار / مارس 1961          | 18 أيلول / سبتمبر 1961        | [ 2 ]   |
| سلالتين زيال          | 19 أيلول / سبتمبر 1961       | 15 تشرين الأول / أكتوبر 1964  | [ 2 ]   |
| خليل كايا بيرنار      | 15 تشرين الأول / أكتوبر 1964 | 2 أيلول / سبتمبر 1966         | [ 2 ]   |
| علي رفيق اليري        | 3 أيلول / سبتمبر 1966        | 15 تموز / يوليه 1971          | [ 2 ]   |
| بيحق كسنبي            | 27 تموز / يوليه 1971         | 17 آب / أغسطس 1975            | [ 2 ]   |
| آيدين ألاكاكابتان     | 31 آب / أغسطس 1975           | 16 تشرين الأول / أكتوبر 1977  | [ 2 ]   |
| يوسف قدري ديكل        | 31 تشرين الأول / أكتوبر 1977 | 7 تموز / يوليه 1978           | [ 2 ]   |
| إيزاك إيكان (أوزر)    | 1 تشرين الأول / أكتوبر 1992  | 17 آب / أغسطس 1996            | [ 2 ]   |
| إيثم توكديمير         | 1 أيلول / سبتمبر 1996        | 16 آب / أغسطس 2000            | [ 3 ]   |
| حسين أفني بيكالي      | 1 أيلول / سبتمبر 2000        | 13 شباط / فبراير 2005         | [ 4 ]   |
| اركان أوزير           | 15 شباط / فبراير 2005        | 12 تشرين الثاني / نوفمبر 2009 | [ 5 ]   |
| شاكر إرمزكان تورونلار | 17 نيسان / أبريل 2010        | 1 شباط / فبراير 2014          | [ 6 ]   |
| حسنو جوركان تُرك-أوغلو | 15 نوفمبر 2016               | 15 يونيو 2019                 | [ 7 ]   |